# Тетчеризм

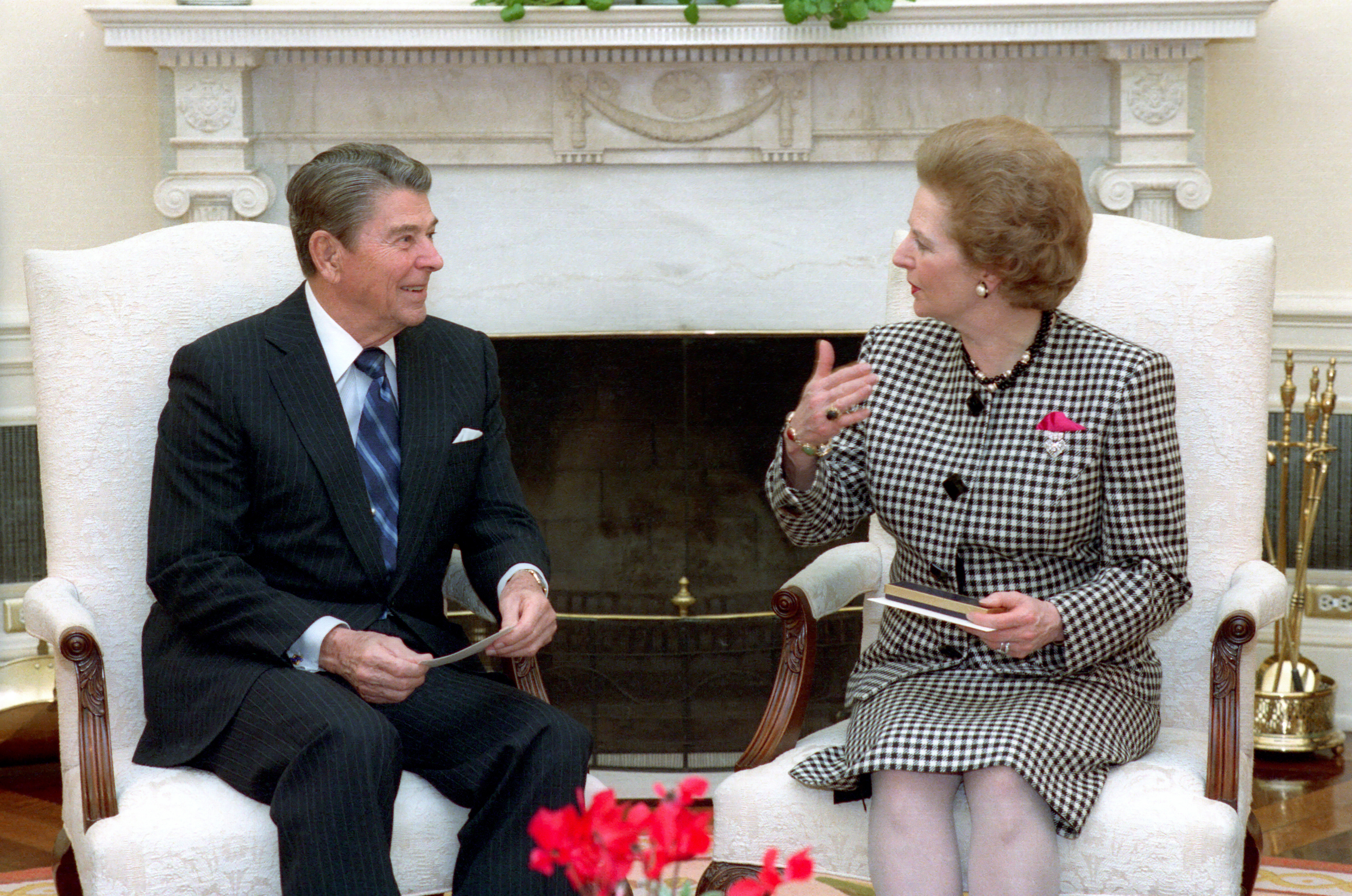
Реформатори Рональд Рейган та Маргарет Тетчер.

Тетчери́зм — політика консервативного правління Великої Британії на чолі з Маргарет Тетчер (1979–1990), що супроводжувалась приватизацією національних підприємств, монетаризмом у фінансово-економічній сфері, зменшенням фінансування освіти й охорони здоров'я.
Політика тетчеризму тісно пов'язана з соціально-економічними поняттями та категоріями неолібералізму та «шокової терапії». Поняття «тетчеризм», як і «рейганоміка», увійшло в економічну теорію, відображаючи нове розуміння економічної політики (у межах неолібералізму — концепції вільного, саморегулюваного управління господарською діяльністю).
Відповідно до своїх поглядів на політику та економіку, Тетчер виступала за зменшення рівня впливу держави на економіку, підтримку вільного ринку і підприємництва. Вона намагалась припинити, як їй здавалось, надмірне втручання держави в економіку, і домагалась цього шляхом приватизації державних підприємств і муніципального житла. Після правління Джеймса Каллагана, уряд дійшов висновку, що кейнсіанський підхід до керування попитом провалився, Тетчер відчувала, що економіка не самозбалансувалась і має потребу в нових фіскальних програмах, зосереджених на інфляції. 
Вона почала економічні реформи з підвищення процентної ставки для уповільнення зростання грошової маси та уповільнення, у такий спосіб, інфляції. Було зменшено бюджет та скорочено видатки на громадські програми, зокрема, на охорону здоров'я, освіту і будівництво житла. Вона також запровадила обмеження на друк грошей і законами обмежила діяльність профспілок.
На відміну від своїх попередників, уряд М. Тетчер втручання держави в економіку звів до мінімуму («Кращий уряд — це той, що менше керує!»). В основу економічної програми лягла теорія економічного лібералізму, зокрема його різновид — монетаризм. Основним фактором, що впливав на економіку стала грошова маса.
У межах цієї програми було продано у приватну власність тисячі нерентабельних підприємств («Бритіш Ейрспейс» (1981), «Бритіш Телеком» (1984), «Ролс-Ройс» (1987), «Бритіш-Стіл» (1988) та інші). З ініціативи уряду стала здійснюватися перебудова базових галузей економіки, скорочуватися бюрократичний апарат, соціальні програми формувалися з можливостей економіки.
У межах виконання цієї програми у 1980-х роках частка державних капіталовкладень в економіку скоротилася з 50% до 25%. Інфляція наприкінці 1980-х років знизилася до 3% на рік (у 1980 становила 16%), що відповідало рекомендаціям монетаристів. У середині 1980-х середні темпи економічного зростання Великої Британії відповідали темпам розвинутих країн, зросла продуктивність праці. Зміцніла роль Лондона як одного з фінансових центрів світу.